# Encephalartos heenanii
Encephalartos heenanii — вид голонасінних рослин класу саговникоподібні (Cycadopsida).
Етимологія: вшанування Деніса Хеєнана (Denis Heenan) з Есватіні, який визнав таксон як окремий вид.

## Опис
Рослини деревовиді; стовбур 3 м заввишки, 25–35 см діаметром. Листки 100–125 см завдовжки, світло- або яскраво-зелені, напівглянсові; хребет зелений, увігнутий; черешок загнутий, без колючок. Листові фрагменти ланцетні; середні — 12–15 см завдовжки, 15–20 мм завширшки. Пилкові шишки довжиною 1–3, яйцеподібні, жовті, завдовжки 27–30 см, 15–17 см діаметром. Насіннєві шишки завдовжки 1–3, яйцеподібні, жовті, завдовжки 23–30 см, 17–18 см діаметром. Насіння довгасте, завдовжки 23–25 мм, шириною 14–18 мм, саркотеста червона.

## Поширення, екологія
Країни поширення: ПАР (Квазулу-Наталь, Мпумаланга); Есватіні. Записаний від 750 до 1750 м над рівнем моря. Цей вид зустрічається на дуже круткотравих луках на схилах в глибоких долинах між корінними лісами.

## Загрози та охорона
Цей вид знаходиться під загрозою через надмірний збір для декоративних цілей. Крім того, руйнування місця існування в результаті посадки соснових насаджень також вплинув на ці рослини, бо вогонь запобігається в цій області і рослини, можливо, адаптовані до пожежного циклу.